# Цар Иван Владислав (нос)
Носът Цар Иван Владислав (на английски: ’’Ivan Vladislav Point’’) е скалист морски нос на северния бряг на остров Ръгед (Грапав) край западния бряг на остров Ливингстън, образуван от разклонение на връх Червен. Разположен 1,63 km на запад-северозапад от нос Херинг, 400 m на изток-североизток от нос Симитли и 3,27 km на изток-югоизток от нос Шефилд. Районът е посещаван от ловци на тюлени през XIX век.
Координатите му са: 62°37′07.2″ ю. ш. 61°14′05.8″ з. д. / 62.618667° ю. ш. 61.234944° з. д..
Наименуван е на българския владетел цар Иван Владислав, 1015 – 1018. Името е официално дадено на 15 декември 2006 г. Обнародвано е с указ на Президента на Република България от 31 май 2016 г.
Британско картографиране от 1968 г., испанско от 1992 г., българско от 2005 г. и 2009 г.

## Карти
- L.L. Ivanov et al, Antarctica: Livingston Island, South Shetland Islands (from English Strait to Morton Strait, with illustrations and ice-cover distribution), 1:100000 scale topographic map, Antarctic Place-names Commission of Bulgaria, Sofia, 2005
- Л. Иванов. Антарктика: Остров Ливингстън и острови Гринуич, Робърт, Сноу и Смит. Топографска карта в мащаб 1:120000. Троян: Фондация Манфред Вьорнер, 2009. ISBN 978-954-92032-4-0